# Neophylax splendens
Neophylax splendens är en nattsländeart som beskrevs av Donald G. Denning 1948. Neophylax splendens ingår i släktet Neophylax och familjen Uenoidae. Inga underarter finns listade i Catalogue of Life.